# Cyperus monospermus
Cyperus monospermus är en halvgräsart som först beskrevs av S.M.Huang, och fick sitt nu gällande namn av Gordon C. Tucker. Cyperus monospermus ingår i släktet papyrusar, och familjen halvgräs. Inga underarter finns listade i Catalogue of Life.